# Горский, Иван Максимович
Иван Максимович Горский (1901, Ливенский район, Орловская область — 1975) — советский военачальник, генерал-майор авиации (8 сентября 1945), участник Хасанских боёв (1938) и Великой Отечественной войны.

## Биография
С 1932 года служил в Рабоче-крестьянской Красной армии.
Окончил в 1933 году Качинскую лётную школу, затем оперативный факультет Военно-политической академии им. В. И. Ленина. В 1938 году участвовал в боях у озера Хасан.
В начале Великой Отечественной войны служил военкомом ВВС 8-й армии. С января 1942 года был назначен военкомом ВВС на Волховском фронте. В августе 1942-го на базе ВВС фронта создали 14-ю воздушную армию, он занимал ту же должность.
Во время Синявинской операции (19 августа — октябрь 1942 года), цель которой была прорыв блокады Ленинграда, 14-й воздушная армия осуществляла боевые действия в сложных условиях воздушной обстановки.
В августе 1943 года полковник Горский был назначен начальником штаба 8-го истребительного корпуса Бакинской армии ПВО, который был дислоцирован в городе Баку.
8 сентября 1945 года ему было присвоено воинское звание генерал-майор и он был награждён Орденом Кугузова II степени.

## Награды[1]
- Орден Ленина (17.05.1951);
- 2 Ордена Красного Знамени (15.07.1942; 06.05.1946)
- Орден Кутузова II степени (31.08.1945)[2];
- Орден Отечественной войны I степени (28.06.1945)[3];
- 2 Орден Красной Звезды (29.03.1944; 03.11.1944)[4];
- Медаль «XX лет Рабоче-Крестьянской Красной Армии» (22.02.1938);
- Медаль «За оборону Ленинграда» (22.12.1942);
- Медаль «За победу над Германией в Великой Отечественной войне 1941—1945 гг.» (09.05.1945).